# 좁은꼬리겨울잠쥐
좁은꼬리겨울잠쥐 (Typhlomys cinereus)는 가시겨울잠쥐과에 속하는 설치류의 일종으로 중국과 베트남에서 발견된다.

## 아종
2005년 무세르(Musser)와 칼레톤(Carleton)에 의하면 5종의 아종이 알려져 있다. 아종 티플로미스 키네레우스 카펜시스(Typhlomys cinereus chapensis)는 별도의 독립된 종으로 간주되기도 한다.
- 좁은꼬리겨울잠쥐 (Typhlomys cinereus) Milne-Edwards, 1877
  - T. c. cinereus Milne-Edwards, 1877
  - T. c. chapensis Osgood, 1932
  - T. c. daloushanensis Wang & Li, 1996
  - T. c. guangxiensis Wang & Chen, 1996
  - T. c. jingdongensis Wu & Wang, 1984